# Consell Aragonès del Cooperativisme
El Consell Aragonès del Cooperativisme és un òrgan consultiu del govern d'Aragó creat amb la Llei 9/1998 de Cooperatives d'Aragó amb la finalitat de promoure i desenvolupar el cooperativisme al territori aragonès. L'organització i competències específiques foren desenvolupades amb el Reglament publicat en el Decret 65/2003, de 8 d'abril. Aquest reglament requereix de la consulta prèvia amb les organitzacions cooperatives representants. Aquest òrgan consultiu queda adscrit a aquell departament amb competència sobre les cooperatives.
El componen representants de l'administració aragonesa i les organitzacions cooperatives formades seguint la llei 9/1998. Són setze membres: un president que és el conseller del departament competent en cooperatives, set representants de l'administració que són directors generals amb competències enumerades en l'article 4 del decret i vuit representants del moviment cooperatiu.
El finançament es fa mitjançant partides en el pressupost autonòmic.

## Funcions
Les funcions no són una llista tancada establerta en el reglament, sinó que aquest hi permet que se li assignen més. Les funcions són, doncs:
- Participar en l'elaboració de normes que afecten a les cooperatives informant i dictaminant al respecte.
- Puede ser requerit perquè es pronúncie malgrat que la matèria no siga directament quelcom que afecte a les cooperatives.[5]
- Fer activitats formatives o d'altre tipus per a la promoció del cooperativisme.
- Promoure les relacions entre cooperatives.[6]
- Col·laborar amb l'administració autonòmica en els expedients on siga requerit de desqualificació, intervenció temporal, dissolució i liquidació de cooperatives.[7]
- Assessorar per als casos de conflictes entre cooperatives, entre cooperatives i els socis i entre socis.[8]